# Ketchum (Oklahoma)
Ketchum és un poble dels Estats Units a l'estat d'Oklahoma. Segons el cens del 2000 tenia 286 habitants.

## Demografia
Segons el cens del 2000, Ketchum tenia 286 habitants, 120 habitatges, i 78 famílies. La densitat de població era de 234,9 habitants per km².
Dels 120 habitatges en un 36,7% hi vivien nens de menys de 18 anys, en un 45,8% hi vivien parelles casades, en un 16,7% dones solteres, i en un 34,2% no eren unitats familiars. En el 30,8% dels habitatges hi vivien persones soles el 14,2% de les quals corresponia a persones de 65 anys o més que vivien soles. El nombre mitjà de persones vivint en cada habitatge era de 2,38 i el nombre mitjà de persones que vivien en cada família era de 2,97.
Per edats la població es repartia de la següent manera: un 29,4% tenia menys de 18 anys, un 7,3% entre 18 i 24, un 26,9% entre 25 i 44, un 23,4% de 45 a 60 i un 12,9% 65 anys o més.
L'edat mediana era de 36 anys. Per cada 100 dones de 18 o més anys hi havia 77,2 homes.
La renda mediana per habitatge era de 25.000 $ i la renda mediana per família de 32.500 $. Els homes tenien una renda mediana de 25.313 $ mentre que les dones 15.781 $. La renda per capita de la població era de 13.534 $. Entorn del 10,8% de les famílies i el 12,3% de la població estaven per davall del llindar de pobresa.

## Poblacions més properes
El següent diagrama mostra les poblacions més properes.